# Khaing Phyo Phyo
Khaing Phyo Phyo was een Aziatische olifant die in Myanmar werd geboren.
Gevangen in het wild werd ze met zes andere olifanten op transport gesteld naar Nederland, waar ze verbleef in Soest Zoo, de opvanglocatie van de stroper Jan van den Brink. Greenpeace heeft nog van het ministerie geëist dat de invoervergunning zou worden ingetrokken omdat het om bedreigde dieren ging. Van den Brink wist haar te verkopen aan het Ouwehands Dierenpark in Rhenen. Hierna kwam het dier terecht in Zoo van Rotterdam, waar ze in 1998 een mannelijk jong kreeg, Timber. Daarna werd ze vervoerd naar de dierentuin Port Lympne Reserve, waar ze in 2002 en 2005 twee nakomelingen kreeg: Sittang, een kalf dat overleed op vierjarige leeftijd, en een vrouwelijk kalf, May Tagu. Hierna werd ze getransporteerd naar ZOO Antwerpen, waar ze op 17 mei 2009 een vrouwelijk kalf, Kai-Mook kreeg. Dit was de eerste in dat land geboren olifant. In 2012 werd ze naar Planckendael getransporteerd. In 2015 beviel ze wederom van een vrouwelijk kalf, Qiyo, en in 2018 van een mannelijk kalf, Tarzen. Op 4 juni 2018 overleed Phyo Phyo als gevolg van nierfalen.